# Sciatta
Sciatta é um gênero de traça pertencente à família Arctiidae.